# Oude Joodse Begraafplaats (Krakau)
De Oude Joodse Begraafplaats (Pools: Stary cmentarz żydowski w Krakowie), beter bekend als de Remuh-begraafplaats (Pools: Cmentarz Remuh), is een historische necropolis aan de Szeroka-straat in Krakau, Polen. De begraafplaats werd opgericht in de jaren 1535-1551 en is hiermee een van de oudste nog bestaande joodse begraafplaatsen in Polen. Het is, net als de Nieuwe Joodse Begraafplaats, gelegen in de voormalige Joodse wijk Kazimierz, naast de 16e-eeuwse Remuhsynagoge. Zowel de begraafplaats als de synagoge zijn vernoemd naar de 16e-eeuwse Poolse rabbijn Moses Isserles.
Nadat de oude begraafplaats rond 1850 werd gesloten, werd de nieuwe begraafplaats aan de Miodowa-straat 55 de centrale begraafplaats voor de Joden van de stad.
Er liggen verschillende rabbijnen begraven op de Remuh-begraafplaats, evenals de stichter van de Izaaksynagoge. Tijdens de Duitse bezetting van Polen verwoestten de nazi's het terrein. De grafsteen van de Remah ofwel rabbijn Moses Isserles is een van de weinige die intact is gebleven. De begraafplaats heeft een reeks naoorlogse restauraties ondergaan. De grafstenen die konden worden gered zijn opnieuw geplaatst.